# Forano
Forano è un comune italiano di 3 286 abitanti della provincia di Rieti nel Lazio.

## Geografia fisica

### Territorio
Forano sorge sugli ultimi rilievi occidentali dei monti Sabini, in posizione dominante sulla sottostante valle del Tevere.

### Clima
Classificazione climatica: zona D, 1850 GR/G

## Storia
Il paese è nato come villaggio sabino all'incirca nell'XI secolo a.C. e nell'VIII secolo assunse la denominazione di Forum Iani in seguito all'edificazione da parte dei Romani di un tempio dedicato al dio Giano.
A partire dall'età repubblicana fino ai tempi dell'imperatore Augusto si riscontra nel territorio una decisa edificazione di ville tra cui la Villa romana in loc. Via dei Gradini, di cui si conserva una grande cisterna per la conservazione dell'acqua piovana in cui è stata scoperta una fistula di piombo con la scritta “Oran. Cratervs”; la Villa romana di Sabiniano (o di Gavignano), sotto la Chiesa di Santa Maria Assunta a Gavignano Sabino,  ecc...
Con l'aumentare d'importanza dal punto di vista commerciale -in quanto situata sia vicino ad un corso d'acqua sia lungo arterie che mettevano in comunicazione con le città ed i porti vicini- della vicina città mercantile di Forum Novum (in età augustea), Forum Iani perse sempre più d'importanza.
Nell'XI secolo divenne feudo dei Savelli.
All'inizio del XII secolo il castello di Forano compare come possedimento dell'Abbazia benedettina di Farfa: nel 1105 infatti i fratelli Ottaviano e Oddone, nobili romani, lo occupano, sottraendolo al controllo del monastero.
Nel XVI secolo il castello passò agli Strozzi e poi da questi, alla fine del XIX secolo, alla famiglia Sauve. Attualmente è di proprietà privata.

## Monumenti e luoghi d'interesse

### Architetture religiose
- Chiesa parrocchiale della Santissima Trinità: costruita da Luigi Strozzi tra il 1675 e il 1682
- Chiesa di San Pietro: nota fin dal 1049
- Chiesa di San Sebastiano: restaurata nel 1529, non compare nell'elenco delle chiese del 1343
- Chiesa Valdese: costruita nel 1889 dal pastore Luigi Angelini. Nel campanile è una campana fusa a Cincinnati nel 1893

### Architetture civili
- Palazzo Strozzi: edificato nella seconda metà del XV secolo. Al suo interno si trovano affreschi cinquecenteschi

### Resti archeologici
- Villa romana in loc. Via dei Gradini.
- Ruderi romani nella frazione di Gavignano: resti di murature in opus reticolatum.
- Mausoleo rotondo detto "Il Sassone" che per la sua forma e per le dimensioni ricorda quello di Cecilia Metella sulla Via Appia.

## Società

### Evoluzione demografica
Abitanti censiti

## Infrastrutture e trasporti

### Ferrovie
|  | È raggiungibile dalla stazione di Gavignano Sabino. |

## Amministrazione
| Periodo        | Periodo   | Primo cittadino   | Partito       | Carica  | Note |
| -------------- | --------- | ----------------- | ------------- | ------- | ---- |
| 2004           | 2009      | Paolo Diociaiuti  | Lista civica  | Sindaco |      |
| 2009           | 2014      | Paolo Diociaiuti  | Lista civica  | Sindaco |      |
| 2014           | 2019      | Marco Cortella    | Lista civica  | Sindaco |      |
| 2019           | 2024      | Marco Cortella    | Lista civica  | Sindaco |      |
| 10 giugno 2024 | In carica | Oreste Pastorelli | Intesa Comune | Sindaco |      |

### Gemellaggi
- Iași, dal 1999[6]